# そして誰もいなくなる
『そして誰もいなくなる』（そしてだれもいなくなる）は、今邑彩による長編推理小説。1993年に発表された本作は、アガサ・クリスティー著『そして誰もいなくなった』の劇を演じる演劇部員たちが、筋書きのとおりに配役順に死んでいくという内容で、『そして誰もいなくなった』を「本歌取り」した作品である。
本作の目次の章題は、ハヤカワ文庫の『そして誰もいなくなった』（アガサ・クリスティー著、清水俊二訳）の翻訳文を部分的に抜粋して引用したものである。

## あらすじ
大塚にある名門女子高・天川学園の開校百周年記念式典の演劇『そして誰もいなくなった』の上演を前に、アームストロング医師役の球磨光代が自宅で骨折するというアクシデントが起こり、演劇部顧問の向坂典子が代役を務めることになった。ところがその劇の上演中に、アンソニー・マーストン役を演じる西田エリカが青酸カリの入った紅茶を飲んで死に、舞台は中止になった。その夜、ある人物に電話がかかり、少女のような声で「ヒトゴロシ」と告げられ、人殺しであることを知られたくなかったら自分の口座に5百万円振り込むように指示される。
そしてこの事件を皮切りに、まず記念式典で講演を行ったA大学助教授・松木憲太郎の娘でロジャース夫人役の松木晴美が、自宅近くの公園で致死量の睡眠薬を飲んで死亡した状態で発見され、次に晴美の同級生でマカーサー退役将軍役の佐久間みさが自宅近くの雑木林で撲殺死体となって発見される。どちらも何者かにより、死んだ場所から自宅近くまで運ばれた形跡があった。
ここに至って警察も生徒たちも『そして誰もいなくなった』の筋書きどおりに殺人が行われていると考え警戒し始めるが、その中ロジャース役の川合利恵が、向坂からの緊急ミーティングのファックス連絡で部室に呼び出され、劇の小道具として準備していた手斧で斬殺される。向坂はそのような連絡を送った覚えはないと言い、また自動車も免許も持っていない彼女には松木晴美と佐久間みさの死体移動ができないことから犯人の条件を満たさない。
川合家のファックス番号や部室の位置、手斧が部室にあることなどを知っている学園関係者に犯人は絞られる。しかし、松木晴美と付き合っていた佐久間みさの兄の宏が一時、犯人ではないかと疑われていたが、彼には川合殺しのアリバイがあった。一方、死んだ生徒たちの罪状を暴く犯人からのものと思われる手紙が各家庭に届く。向坂は部員たちに不用意に呼び出しに応じないように徹底するが、その裏をかくように今度はエミリー・ブレント役の浅岡和子が自宅で首に青酸カリの溶液を注射されて殺された。
向坂は、浅岡が殺されたとの連絡を受けて眠れずにいる真夜中に、次の犠牲者と目されるウォーグレイヴ元判事役の江島小雪から電話で、犯人が分かったと告げられる。江島の説明を聞いた向坂は、証拠がないため警察は信じないので、自分たちで犯人を罠にかけることを提案する。向坂が河口湖の別荘に犯人を呼び出し、そこで犯人を脅迫して殺されそうになるように仕向け、その会話をテープに録音する一方、江島には向坂の父の猟銃を持たせて隣の部屋で待機させておくというものである。
同意した江島は翌朝、向坂と河口湖の別荘に向かう。一方、向坂から呼び出された数学教師の高城康之も河口湖に向かう。さらに、浅岡の殺害現場に残されていたラークの吸殻から高城に目を付けた大塚署の皆川警部は、学園の研究室に残されていた高城のラークの吸殻を確認し、高城が河口湖の別荘に向かったことを彼の母親から聞く。また、江島も河口湖の向坂の別荘に向かったことを彼女の祖母から聞くに及んで、所轄の警察署に別荘へ向かわせるように連絡する。
こうして関係者が河口湖の別荘に向かう中、向坂は隣部屋に江島を待機させて犯人と目された男と対峙する。

## 登場人物
- 江島小雪（えじまこゆき） - 天川学園高等部3年生。演劇部部長。ウォーグレイヴ元判事役。
- 西田エリカ（にしだエリカ） - 天川学園高等部2年生。演劇部員。アンソニー・マーストン役。
- 松木晴美（まつきはるみ） - 天川学園高等部2年生。演劇部員。ロジャース夫人役。
- 佐久間みさ（さくまみさ） - 天川学園高等部2年生。演劇部員。マカーサー退役将軍役。
- 川合利恵（かわいりえ） - 天川学園高等部3年生。演劇部員。ロジャース役。
- 浅岡和子（あさおかかずこ） - 天川学園高等部3年生。演劇部員。エミリー・ブレント役。
- 佐野圭子（さのけいこ） - 天川学園高等部3年生。演劇部員。ヴェラ・クレイソン役。
- 砂川睦月（すながわむつき） - 天川学園高等部3年生。演劇部員。ロンバード陸軍大尉役。
- 望月瑞穂（もちづきみずほ） - 天川学園高等部3年生。演劇部員。ブロア警部役。
- 球磨光代（くまみつよ） - 天川学園高等部3年生。演劇部員。アームストロング医師役。
- 向坂典子（こうさかのりこ） - 天川学園高等部の英語教師。演劇部の顧問。球磨光代の代役でアームストロング医師役を演じる。
- 高城康之（たかぎやすゆき） - 天川学園高等部の数学教師。松木晴美と佐久間みさの担任。
- 松木憲一郎（まつきけんいちろう） - 松木晴美の父。A大学助教授。評論家。
- 佐久間宏（さくまひろし） - 佐久間みさの兄。松木晴美のボーイフレンド。M大学の学生。
- 皆川宗市（みながわそういち） - 大塚署の警部。
- 皆川夕美（みながわゆみ） - 宗市の娘。
- 加古滋彦（かこしげひこ） - 大塚署の刑事。

## テレビドラマ
テレビ朝日系の2時間ドラマ「土曜ワイド劇場」で1994年（平成6年）10月29日に放送された。
アガサ・クリスティーのミステリー『そして誰もいなくなった』の舞台稽古中に起きた殺人を皮切りに、名門女子校の演劇部員たちが『そして誰もいなくなった』と同じ順序、同じ方法で次々と殺されていく。
キャスト
- 加古滋彦 - 石黒賢
- 江島小雪 - 渋谷琴乃
- 高城康之 - 西村雅彦
- 松木憲一郎 - 斉木しげる
- 西田エリカ - 加賀城恵子
- 松木晴美 - 大嶺美香
- 佐久間みさ - 礒春陽
- 川合利恵 - 柴田実希
- 浅岡和子 - 佐藤夕美子
- 若松恵（生徒役）
- 豊島夕紀（生徒役）
- 愛賀あいり（生徒役）
- 大友恵子（生徒役）
- 勇静華（生徒役）
- 横山愛奈（生徒役）
- 駒塚由衣
- 武蔵拳
- 伊藤正博
- 大石源吾
- 小甲登枝恵
- 鈴木伸幸
- 原育美
- 内田修司
- 服部真太郎（子役）
- 今井課長（オリジナル） - 斎藤洋介
- 前田刑事（オリジナル） - 川上たけし
- 向坂典子 - 水島かおり
- 皆川夕美 - 大寶智子
- 皆川宗市 - 山本學

スタッフ
- 制作 : テレビ朝日
- 監督 : 吉田啓一郎
- 脚本 : 石原武龍
- 衣裳協力 : MEN'S MELROSE、THE CONCEPT、LESVIS BOIS、CABIN、東京ニューモード
- 撮影協力 : 山野美容芸術短期大学